# Джав, Галип
Мехмет Галип Джав (тур. Mehmet Galip Cav; 3 ноября 1912, Стамбул — 1950) — турецкий велогонщик, выступавший на треке и шоссе. Участник летних Олимпийских игр 1928 года.

## Биография
Галип Джав родился 3 ноября 1912 года в османском городе Стамбул (сейчас в Турции).
В середине 1920-х годов участвовал в турецких шоссейных марафонских гонках. В 1927 году в составе сборной Турции выступал в матчевой встрече с Болгарией в Стамбуле.
В 1928 году вошёл в состав сборной Турции на летних Олимпийских играх в Амстердаме. В гите на 1000 метров занял последнее, 16-е место, показав результат 1 минута 22,6 секунды и уступив 8,2 секунды завоевавшему золото Вилли Фальку Хансену из Дании. В командной гонке преследования на 4000 метров сборная Турции, за которую также выступали Юнус Нюзхет Унат, Джавит Джав и Таджеттин Озтюркмен, в 1/8 финала уступила Великобритании, догнавшей соперника на середине дистанции.
Умер в 1950 году.

## Семья
Старший брат — Джавит Джав (1905—1982), турецкий велогонщик. Участник летних Олимпийских игр 1928 года.